# Wojny colowe

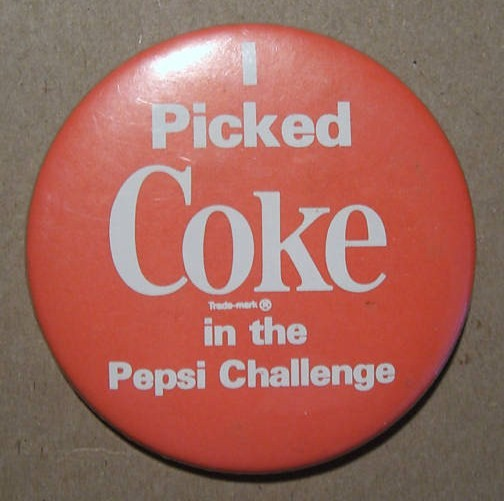
Przypinka Coca-Coli

Wojny colowe (ang. Cola Wars) – długotrwała rywalizacja marketingowa między The Coca-Cola Company i PepsiCo, obejmująca serię reklam porównawczych. Pojęcie funkcjonuje od początku lat 80. XX wieku.

## Historia
Coca-Cola została wprowadzona na rynek w 1886 roku, zaś Pepsi siedem lat później. Gdy Coca-Cola stała się najlepiej sprzedającą się colą w Stanach Zjednoczonych, Pepsi próbowało odpowiedzieć wprowadzeniem większych butelek w 1915 roku. W latach 1931–1934 Pepsi znajdowało się w stanie upadłości; w tym okresie Coca-Cola szeroko reklamowała się w mediach. Podczas II wojny światowej Coca-Cola określała siebie jako markę patriotyczną, zaś Pepsi twierdziło, że dostarcza żołnierzom więcej energii (ze względu na większą kaloryczność). W latach 60. Pepsi rozpoczęło adresować swoje reklamy szczególnie do ludzi młodych, a w 1965 roku wykreowało hasło Pepsi Generation. W latach 1969–1977 oficjalnym napojem Białego Domu w miejsce Coca-Coli było Pepsi.
W 1975 Pepsi przeprowadzało testy smakowe w centrach handlowych. Do dwóch identycznych kubków nalewano Pepsi i Coca-Colę. Badania pokazały, że większość ludzi wybiera Pepsi. W odpowiedzi na to The Coca-Cola Company wprowadziła na rynek napój Diet Coke. W związku z utratą rynku na rzecz Pepsi (1983) w 1985 roku ogłosiła zmianę receptury Coca-Coli, która sprzedawana jako New Coke miała być słodsza, czyli bardziej przypominać w smaku Pepsi. Wskutek niezadowolenia konsumentów przywrócono Coca-Colę o klasycznym smaku. Do tej historii odniosło się PepsiCo w swojej reklamie porównawczej. Niemniej jednak, po przywróceniu Coca-Coli Classic sprzedaż napoju znacząco wzrosła.
Do reklamowania swoich produktów obie firmy zatrudniały głównie muzyków. Pepsi reklamowali m.in. Michael Jackson, Britney Spears, Madonna, Shakira, Katy Perry, Beyoncé, Ricky Martin i Ne-Yo. Twarzami Coca-Coli byli m.in. Whitney Houston, Paula Abdul, Elton John, will.i.am, Maroon 5 oraz Selena Gomez. W 1997 roku Pepsi podpisało wielomilionowy kontrakt ze Spice Girls, obejmujący występ w reklamach, nagranie singli i zamieszczenie wizerunku.
Marki rywalizują również w obrębie programów lojalnościowych i mediów społecznościowych.

## Odniesienia w kulturze
Do wojen colowych nawiązuje Billy Joel, który w piosence „We Didn’t Start the Fire” zamieścił wers „rock and roller cola wars”.

## Sprzedaż
W 2010 roku Coca-Cola sprzedała 1,6 miliarda skrzynek zwykłej Coca-Coli i 927 milionów skrzynek Coca-Coli Light. Pepsi osiągnęło wynik 892 miliona skrzynek.